# Violence à Holy Cross
Violence à Holy Cross (Holy Cross) est un téléfilm britannique réalisé en 2003 par Mark Bozel. Il décrit le quotidien de deux familles, une catholique et une protestante, dix ans après la fin du conflit nord-irlandais.

## Distribution
- Zara Turner : Ann McClure
- Bronagh Gallagher : Sarah Norton
- Colum Convey : Gerry McClure
- Patrick O'Kane : Peter Norton
- Louise Doran : Karen Norton
- Clara Kelly : Dawn

## Récompenses
- 2004 : Festival international du film de Shanghai (prix Magniola du meilleur téléfilm)
- 2004 : Irish Film and Television Awards (meilleur téléfilm)
- 2004 : Festival international du film de Chicago (Plaque d'or du meilleur téléfilm)
- 2004 : FIPA d'or (meilleure fiction, meilleure actrice pour Zara Turner et Bronagh Gallagher, meilleur scénario pour Terry Cafolla)